# Подгорный (Вологодская область)
Подгорный — посёлок (ранее — деревня) в Шекснинском районе Вологодской области.
Входит в состав сельского поселения Чуровского, с точки зрения административно-территориального деления — в Чуровский сельсовет.
Расстояние по автодороге до районного центра Шексны — 10 км, до центра муниципального образования Чуровского — 0,5 км.
По переписи 2002 года население — 537 человек (268 мужчин, 269 женщин). Преобладающая национальность — русские (99 %).
Основные предприятия: «Шекснинская сельхозтехника», «Шекснинская сельхозхимия». Работают Бюджетное дошкольное образовательное учреждение Шекснинского муниципального района (БДОУ ШМР) «Подгорновский детский сад», клуб «Сельхозтехника», магазины.